# باري أوسوليفان
باري أوسوليفان (بالإنجليزية: Barry O'Sullivan)‏ هو ضابط شرطة وسياسي أسترالي، ولد في 24 مارس 1957 في أستراليا. حزبياً، نشط في الحزب الوطني الليبرالي في كوينزلاند. وقد انتخب عضو مجلس الشيوخ الأسترالي ‏ عن دائرة كوينزلاند (11 فبراير 2014 – ).